# Габриелли, Доменико
Доменико Габриелли (итал. Domenico Gabrielli; 5 апреля 1651 или 19 октября 1659, Болонья —10 июля 1690, там же) — итальянский композитор и музыкант-виртуоз, виолончелист эпохи барокко, автор нескольких опер, инструментальных и вокальных церковных произведений, ораторий.
Известен, прежде всего, как композитор ранних музыкальных произведений для виолончели соло.

## Биография
Играл в оркестре при базилике Сан-Петронио в Болонье. Был членом и некоторое время главой Болонской филармонической академии.
В 1680-е годы служил музыкантом при дворе герцога Модены и Реджио Франческо II д'Эсте в Модене.

## Творчество
Доменико Габриелли — автор нескольких опер, инструментальных и вокальных церковных произведений, ораторий.
Известен, прежде всего, как композитор ранних музыкальных произведений для виолончели соло (две сонаты для виолончели и бассо-континуо, семь ричеркаров для виолончели соло, и канон для двух виолончелей).

## Избранные произведения

### Оперы
- Flavio Cuniberto (1682)
- Il Cleobulo (1683)
- Teodora Augusta (1685)
- Clearco in Negroponte (1685)
- Rodoaldo, re d’Italia (1685)
- Le generose gare tra Cesare e Pompeo (1686)
- Il Maurizio (1686)
- Il Gordiano (1688)
- Carlo il grande (1688)
- Silvo, re degli Albani (1689)
- Il Gige in Lidia (1693)

### Оратории
- San Sigismondo, re di Borgogna (1687)
- Elia sacrificante (1688)
- Il martirio di Santa Felicita (1689)
- Il battesimo di Carlo, antico imperatore il Magno (1718)

### Инструментальные и вокальные сочинения
- Balletti da camera à tre op. 1 (1684)
- Tre sonate per violoncello e tiorba o cembalo (1687)
- Sette ricercari per il violoncello solo (1688)
- Sei sonate per tromba, violini e b. c..
- Cantate à voce sola(1691)